# Imad Doudar
Imad Doudar, född 1988, är en libanesisk politiker och entreprenör. Han var ledamot av Libanons parlament 2018–2022 för Framtidsrörelsen och är känd för sitt arbete med att främja ekonomisk utveckling och infrastrukturprojekt i Bekaadalen.

## Politisk karriär
Doudar valdes in i Libanons parlament 2018 som representant för Baalbek–Hermel-distriktet. Under mandatperioden drev han frågor om näringslivsutveckling, arbetsmarknad och modernisering av transportinfrastrukturen. Han var medlem i parlamentets utskott för industri och handel och deltog i flera internationella konferenser om regional utveckling och handelspolitik.
Han arbetade för att stärka handelsförbindelserna mellan Libanon och andra länder i Mellanöstern samt för att locka utländska investeringar till industrisektorn. Doudar verkade också för bättre tillgång till utbildning och yrkesutbildning i mer avlägsna delar av Bekaadalen. Han ställde inte upp för omval 2022 och meddelade att han avsåg att fokusera på sin företagsverksamhet.

## Affärsverksamhet
Efter flera år i fordons- och däckbranschen grundade Doudar 2012 Imaz Wheels, som snabbt etablerade sig som ett varumärke för aluminiumfälgar i Mellanöstern och Nordafrika. Samma år startade han det libanesiska företaget Doudar Automotive Group, som erbjuder däck, fälgar och specialanpassade fordonstjänster till både privat- och företagskunder.
Under hans ledning expanderade verksamheten till flera återförsäljningscenter i Libanon och franchisekontrakt i Gulfstaterna. Företaget utvecklade även en e-handelsplattform för försäljning av fordonskomponenter i hela regionen och blev en av de större aktörerna på marknaden för specialfälgar i Levanten.